# Barycypraea teulerei
Bernaya teulerei là một loài ốc biển, là động vật thân mềm chân bụng sống ở biển trong họ Cypraeidae, họ ốc sứ.

## Phân bố
Chúng phân bố ở Biển Đỏ và ở Ấn Độ Dương dọc theo Eritrea và Somalia

## Hình ảnh

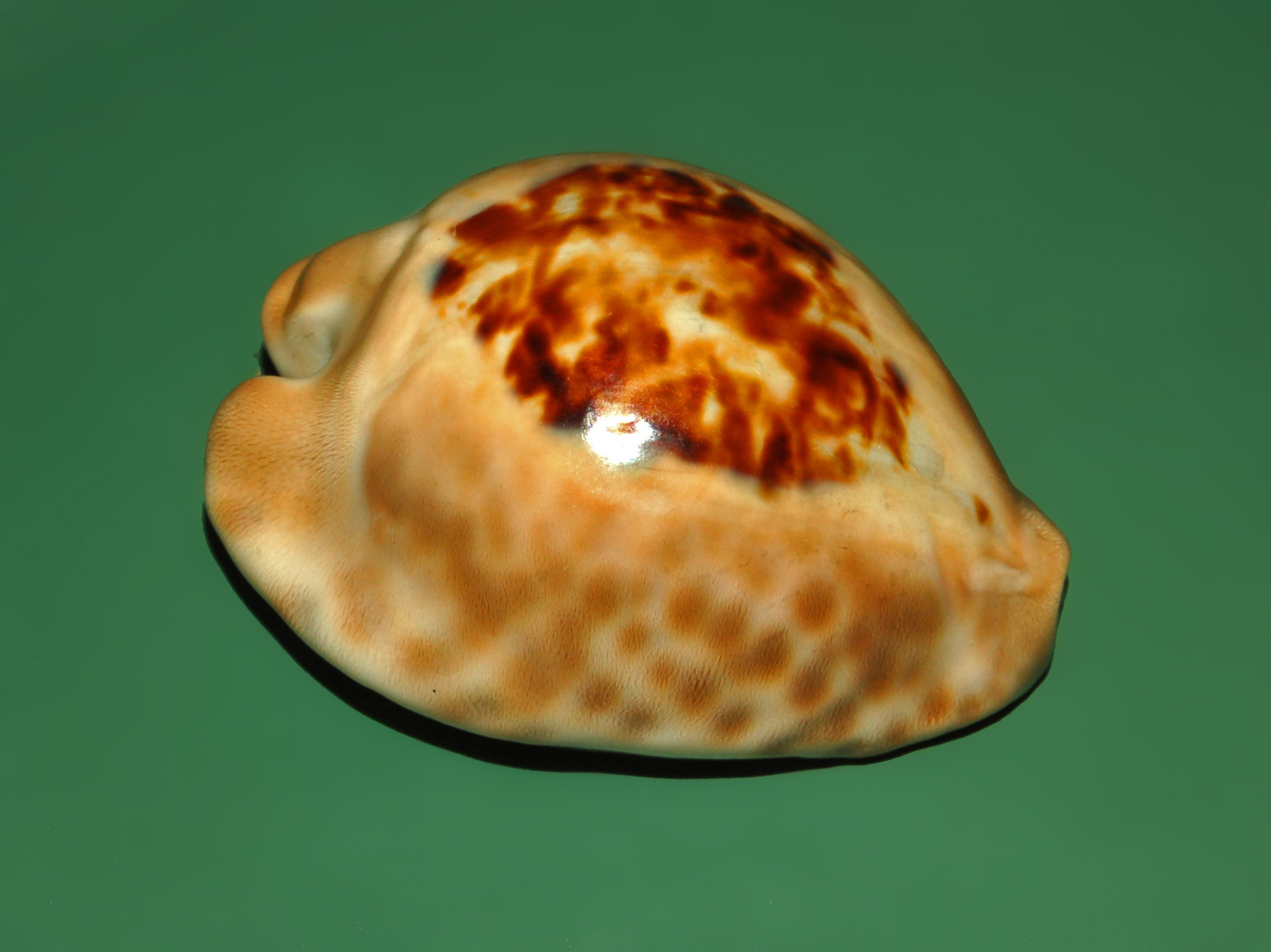
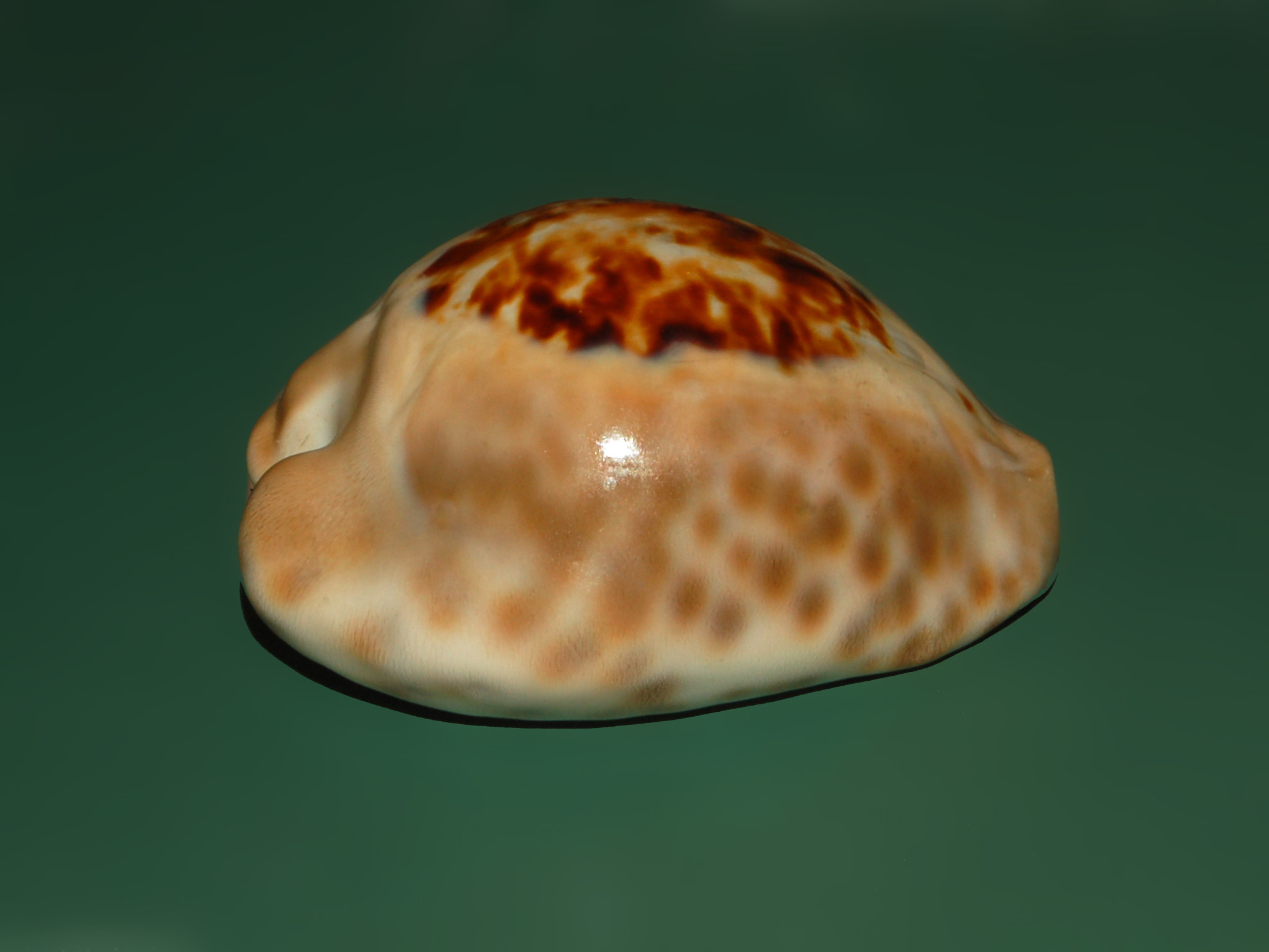
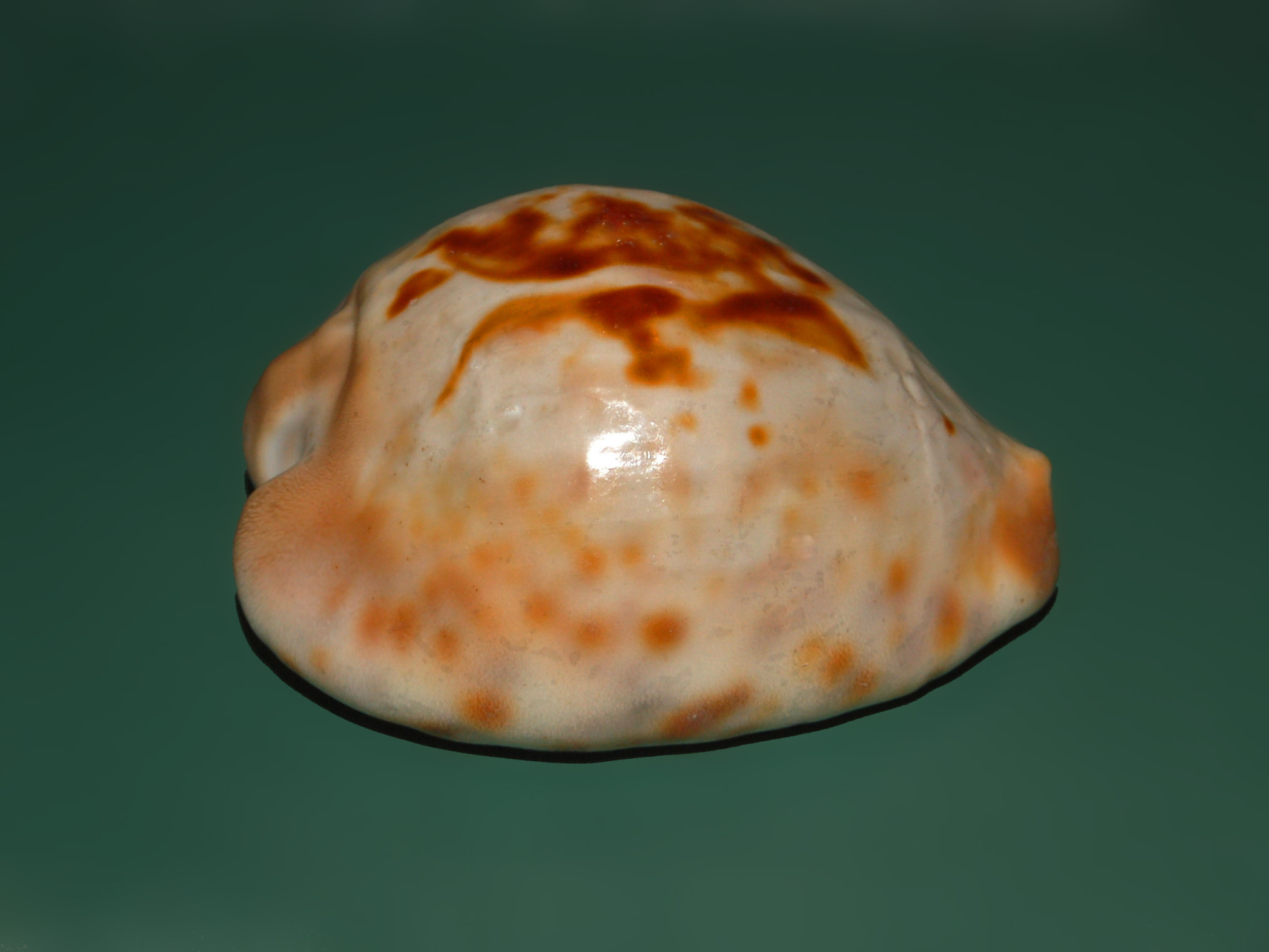
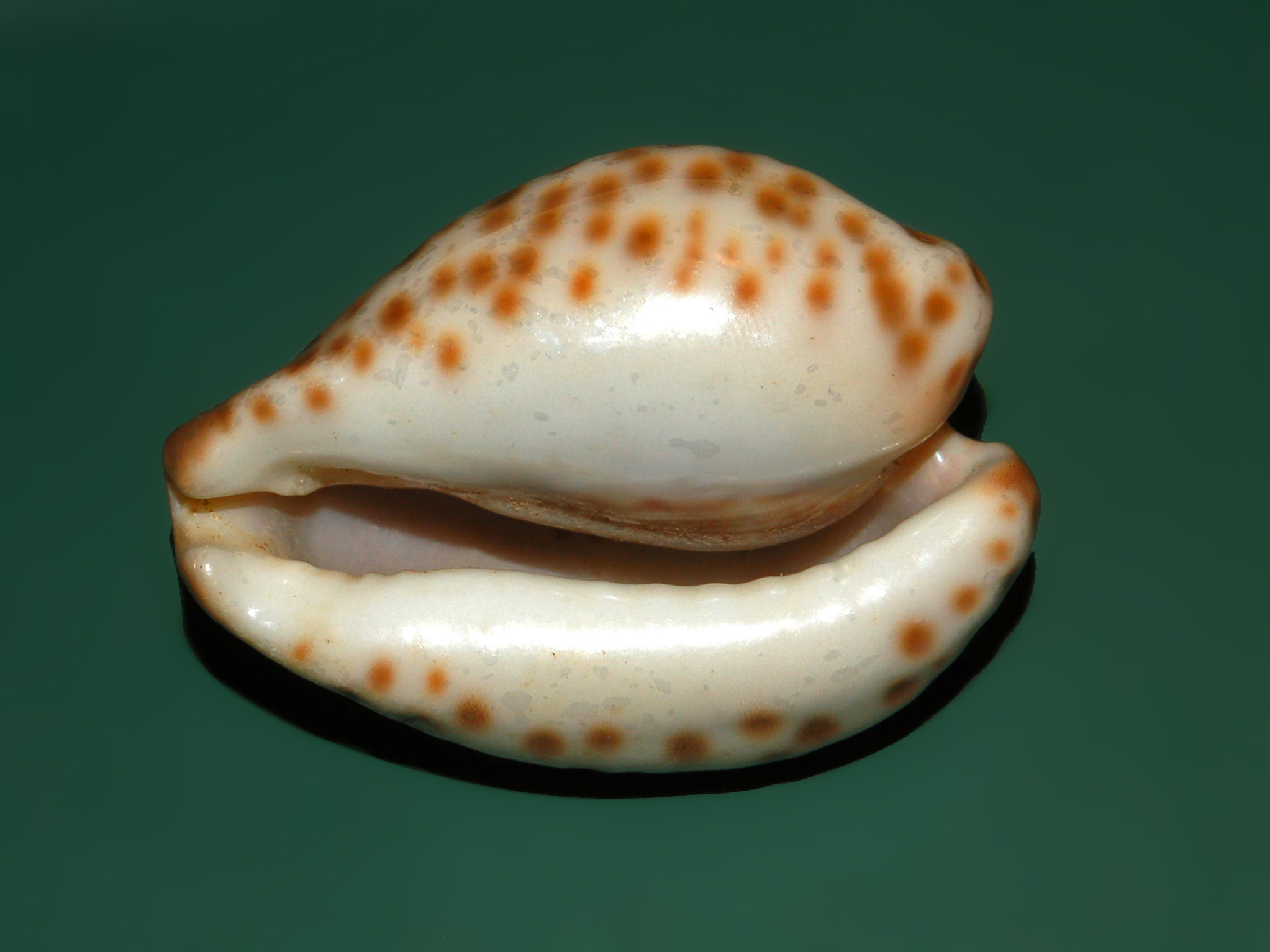